# 215970 Campidoglio
215970 Campidoglio este o planetă minoră (asteroid), cu un diametru de 2,212 km, din centura de asteroizi. A fost descoperită pe 28 august 2005 la  de . 
Obiectul prezintă o orbită caracterizată de o semiaxă mare de 2,7888345372699 UAi, o excentricitate de 0,15142273661945, o înclinație de 10,411839287523 ° în raport cu ecliptica.